# Josip Broz Tito
Josip Broz Tito, egentligen Josip Broz, född 7 maj 1892 i Kumrovec, en by i Zagorje i nordvästra delen av Kungariket Kroatien och Slavonien i Österrike-Ungern (i nuvarande Kroatien), död 4 maj 1980 i Ljubljana, var en jugoslavisk kommunistisk politiker och statschef av kroatisk och slovensk börd. Han var regeringschef från 1945 och president från 1953 i den Jugoslaviska socialistiska federationen till sin död 1980, utnämnd till president på livstid från 1974. Den särpräglade socialistiska politik som Tito förde under sin tid som ledare för Jugoslavien har kommit att bli känd som titoism.

## Tiden före andra världskriget
Då Kroatien 1913 ännu var en del av Österrike-Ungern anslöt Tito sig som 21-åring till den habsburgska armén. Han var redan som ung politiskt engagerad och gjorde karriär i armén, där han avancerade till översergeant. Under det första världskriget togs han till fånga av ryssarna 1915. Från mitten till slutet av 1916 var Tito i krigsfångelägret Ardatov i Guvernementet Samara. Därefter förflyttades han till Kungur. Under fångenskapen i det nya lägret blev Tito utsedd som ansvarig för krigsfångarna. Då fick han insikt i att fångvaktare stal mat som Röda Korset skickade till fångarna. När han protesterade mot detta blev han slagen, satt i en enskild fängelsecell och hotades till livet av dessa fångvaktare men räddades av den svenske missionären Wilhelm Sarwe, vilket såväl Tito som Sarwe beskrivit i sina memoarer. Två år senare rymde han till Sibirien och anslöt sig till Röda armén. 1920 återvände han till Zagreb och blev medlem av Jugoslaviens kommunistparti. Han dömdes 1928 till fem års fängelse för medverkan i bombkastarmålet. Inför domstolen förklarade han: "Jag är icke skyldig... ty jag betraktar denna domstol som icke behörig..." Snart förbjöds partiet. Därefter arbetade Tito illegalt för partiet i 20 år och 1937 blev han dess generalsekreterare.

## Andra världskriget
Jugoslavien hade förklarat sig neutralt under andra världskriget. Men trots detta anslöts landet den 25 mars 1941, under hård press från Tyskland, till tremaktspakten, som ursprungligen slutits mellan axelmakterna Tyskland, Italien och Japan. Detta ledde emellertid till en statskupp i Belgrad den 27 mars, varefter Jugoslavien invaderades av Tyskland den 6 april 1941.
Under kriget var partisanerna de enda som gjorde konsekvent motstånd mot de tyska trupperna och de bestod till stor del av kommunister ur alla folkgrupper. Människor som flydde från den tyskkontrollerade statens förtryck och den nationalistiska aggression som četnikerna utövade, vände sig till partisanerna. De sade sig vilja skapa tolerans mellan folkslagen och parollen var "broderskap och enighet". Den 28 juli 1941 vann partisanerna sin första större framgång då de lyckades befria staden Užice med omnejd från tysk ockupation och utropade en socialistisk stat där kallad Republiken Užice där Tito installerade sig som ledare. Detta var första gången under hela andra världskriget som ett landområde befriades från axelmakternas ockupation. Republiken Užice blev dock kortlivad och i början av december 1941 återerövrade tyskarna området. År 1942 bildades en befrielsearmé som leddes av Tito. När Italien kapitulerade 1943 kunde partisanerna erövra stora områden i Istrien, Kvarner (Rijeka) och vissa delar av Dalmatien (Zadar). Tito utsågs detta år till Marskalk av Jugoslavien. I krigets slutskede tog partisanerna hämnd på kroatiska medlemmar i Ustaša, slovenska vitgardister och deras familjer i vad som kom att kallas Bleiburgmassakern.
De allierade samarbetade med Tito, eftersom han kämpade emot tyskarna. Röda armén tågade in i Belgrad tillsammans med Tito år 1944. Tito blev nationalhjälte efter att ha befriat sitt land från tyskarna. Jugoslavien fick efter kriget en ny indelning i sex republiker: Slovenien, Kroatien, Serbien, Makedonien, Bosnien och Hercegovina samt Montenegro. Även Albanien var mycket nära att bli Jugoslaviens sjunde delrepublik[källa behövs].

## Efterkrigstiden
Till en början fick Tito stort stöd ifrån Sovjetunionen och Josef Stalin. Stalin trodde vid denna tid att han hade en pålitlig allierad i Tito och att Jugoslavien skulle bli en stark allierad inom östblocket, men motsättningarna tilltog och 1948 uteslöts Jugoslavien ur Kominform. Det ledde först till fiendskap mellan östblocksländerna och Jugoslavien, men efterhand normaliserades relationerna. Jugoslavien var en socialistisk och alliansfri stat som hade en ledande roll i Alliansfria rörelsen. Tito ville uppnå enighet mellan Jugoslaviens folk, där många grupper hade bekämpat varandra ömsesidigt under det andra världskriget.
Jugoslaviens ekonomi under Tito skilde sig starkt ifrån Sovjetunionen och övriga östeuropeiska socialistiska länder. Tito avskaffade den statliga planekonomin och införde en socialistisk marknadsekonomi, som istället för att vara uppbyggd på statligt ägande inriktade sig på "social egendom", med arbetarnas egna beslut rådande vid företagsledningen. Detta system har kommit att bli känt som titoism, även om det aldrig var en benämning som Tito själv använde.
Människorna i Jugoslavien fick lov att resa utomlands och många jugoslaver kom under början av 1960-talet att utgöra arbetskraftinvandring i västeuropeiska länder som Sverige och Tyskland. Tito uppmuntrade människor att åka utomlands för att tjäna pengar, som de senare kunde skicka hem, för att på så sätt göra landet rikare. Olika fördelningssystem infördes, som syftade till att minska skillnaderna mellan de rika och industrialiserade norra delarna, och det fattigare och mera agrara södra Jugoslavien.
Tito var även en stor filmälskare och uppmuntrade film- och musikskapare inom Jugoslavien. Bland annat deltog Jugoslavien i Eurovision Song Contest och i Zagreb anordnades en årlig filmfestival.
Titos ställning försvagades i slutet av hans liv och han lyckades aldrig helt överbrygga splittringarna mellan de jugoslaviska folken, trots bland annat en administrativ reform 1974, som syftade till att låta de rikare norra landsdelarna få behålla mer av sin industriproduktion.

## Efter Titos död
Tito begravdes i Dedinje, en stadsdel i huvudstaden Belgrad.
Tito har efter sin död fått mycket kritik för sitt ledarskap – i synnerhet i Slovenien och Kroatien. I mars 2009 krävde Janez Janša, ledare för det Slovenska demokratiska partiet och före detta premiärminister, att alla statyer föreställande Tito skulle avlägsnas och förpassas till museer i Slovenien. Vidare krävde han att alla gator och torg som fortfarande bär Titos namn skulle byta namn. Under 2008 organiserade föreningen den Kroatiska kulturrörelsen två demonstrationer och samlade namnunderskrifter för att ändra namnet på Marskalk Titos torg i centrala Zagreb till Teatertorget.
Utvecklingen efter Titos död, med inbördeskrig och ekonomisk tillbakagång, gör att det uppstått en nostalgisk längtan efter det lugn och den stabilitet som rådde tidigare. Bilden av Tito gjorde honom till ett med staten Jugoslavien, vilket även återspeglas i en av dåtidens paroller: "Vi är alla Tito".

## Utmärkelser
- Jugoslaviens nationella frigörelseorden,  15 augusti 1943
- Suvorovorden, första klass,  1944[4]
- Folkets hjälte i Jugoslavien,  19 november 1944
- Frihetsorden,  12 juni 1945
- Sovjetunionens segerorden,  9 september 1945
- Medaljen för seger och frihet 1945,  16 mars 1946
- Partisankorset,  16 mars 1946
- Vita lejonets militärorden,  22 mars 1946
- Tjeckoslovakiska krigskorset 1939–1945,  22 mars 1946
- Order of the Slovak National Uprising 1st Class,  22 mars 1946[5]
- Tjeckoslovakiska förtjänstorden, första klassen,  22 mars 1946
- Kedja av Vita lejonets orden,  22 mars 1946
- Order of 9 September 1944 with Swords, 1st class,  25 november 1947[6]
- Order of People's Freedom, 1st class,  25 november 1947[7]
- Socialistiska arbetets hjälte (Jugoslavien),  29 november 1950
- Storkors av Frälsarens orden,  juni 1954
- Storkors av Hederslegionen,  7 maj 1956
- Kungliga Serafimerorden,  1 mars 1959
- Storkorset med kedja av Finlands Vita Ros orden,  6 maj 1963[8]
- Hedersmärke "Förtjänst mot Warszawa",  1964
- Storkors av Polonia Restituta,  1964
- Folkvänskapens stjärna,  1965
- Storkors med kedja av Sankt Olavs orden,  13 maj 1965
- San Marinos orden,  25 september 1967
- Storkorsriddare med kedja av Republiken Italiens förtjänstorden,  2 oktober 1969
- Storkors av Leopoldorden,  6 oktober 1970
- Nassauska Gyllene lejonets orden,  9 oktober 1970
- Storkorset av Nederländska Lejonorden,  20 oktober 1970
- Jawaharlal Nehrus Pris,  1971[9]
- Leninorden,  5 juni 1972
- Storkors av Bathorden,  17 oktober 1972[10]
- Member 1st Class of the Order of the Umayyads,  6 februari 1974[11]
- Förbundsrepubliken Tysklands förtjänstorden - storkors av särskilda klassen,  24 juni 1974
- Riddare av Elefantorden,  29 oktober 1974
- Karl-Marx-Orden,  12 november 1974
- Storkedja av Sankt Jakobs Svärdsorden,  23 oktober 1975
- Grand Cross of the Order of Mono,  23 juni 1976[12]
- Karl-Marx-Orden,  12 januari 1977
- Oktoberrevolutionsorden,  16 augusti 1977[13]
- Första graden av Nordkoreas nationalflaggorden,  25 augusti 1977
- Storkedja av Henrik Sjöfararens orden,  17 oktober 1977
- Jugoslaviska Stjärnans orden
- Orde del Cóndor de los Andes grado Gran Cruz
- Storkorset av Rumänska Stjärnans orden
- Médaille militaire
- Nilorden
- Storkors med stjärna med Virtuti Militari
- Österrikiska republikens förtjänstorden i guld
- Stora jugoslaviska stjärnans orden
- Storkorset av Nationalförtjänstorden
- Röda fanans orden
- Grunwaldskorsets orden, första graden
- Hedersdoktor vid Universitetet i Zagreb
- Nationalhjälteorden
- Stora ordensbandet av Krysantemumorden

[Redigera Wikidata]